# Babylon (New York)
Pour les articles homonymes, voir Babylon.
Babylon est un village du comté de Suffolk dans l’État de New York, à environ 53 km de Manhattan.
Sa population était de 12 188 habitants selon le recensement de 2020.
Le nom officiel est « village intégré de Babylon » mais il est communément appelé « village de Babylon » afin de se différencier de la ville de Babylon dont il fait partie.

## Situation
Selon le bureau américain de recensement, le village a une superficie totale de 7,1 km2 dont 6,2 km2 de terre et 0,9 km2 d'eau.
Il est bordé à l'ouest par West Babylon, au nord par North Babylon, à l'est par West Islip et au sud par Great South Bay.

## Démographie
Selon le recensement de 2020, le village comptait 12 188 habitants et 4 676 foyers avec une moyenne de 2,60 personnes par foyer. La densité de population est 1 951 habitants par km2.
La composition raciale du village est de 89,3% de blanc, 1,5% d'asiatique, 0,7% d'amérindien, 0,6% d'afro-américain et enfin 4,1% ont deux races ou plus.

## Transport
La ville est le terminus de la ligne de Babylon du Long Island Railroad ainsi que la ligne vers Montauk. Ainsi les passager peuvent aller aux extrémités ouest et est de l'île de Long Island faisant de Babylon un point central de l'île. En semaine, il faut compter entre 55 minutes et 1h15 selon les horaires pour rejoindre Manhattan.
Le village est aussi desservi par le réseau de bus du comté de Suffolk.